# Maquiladora

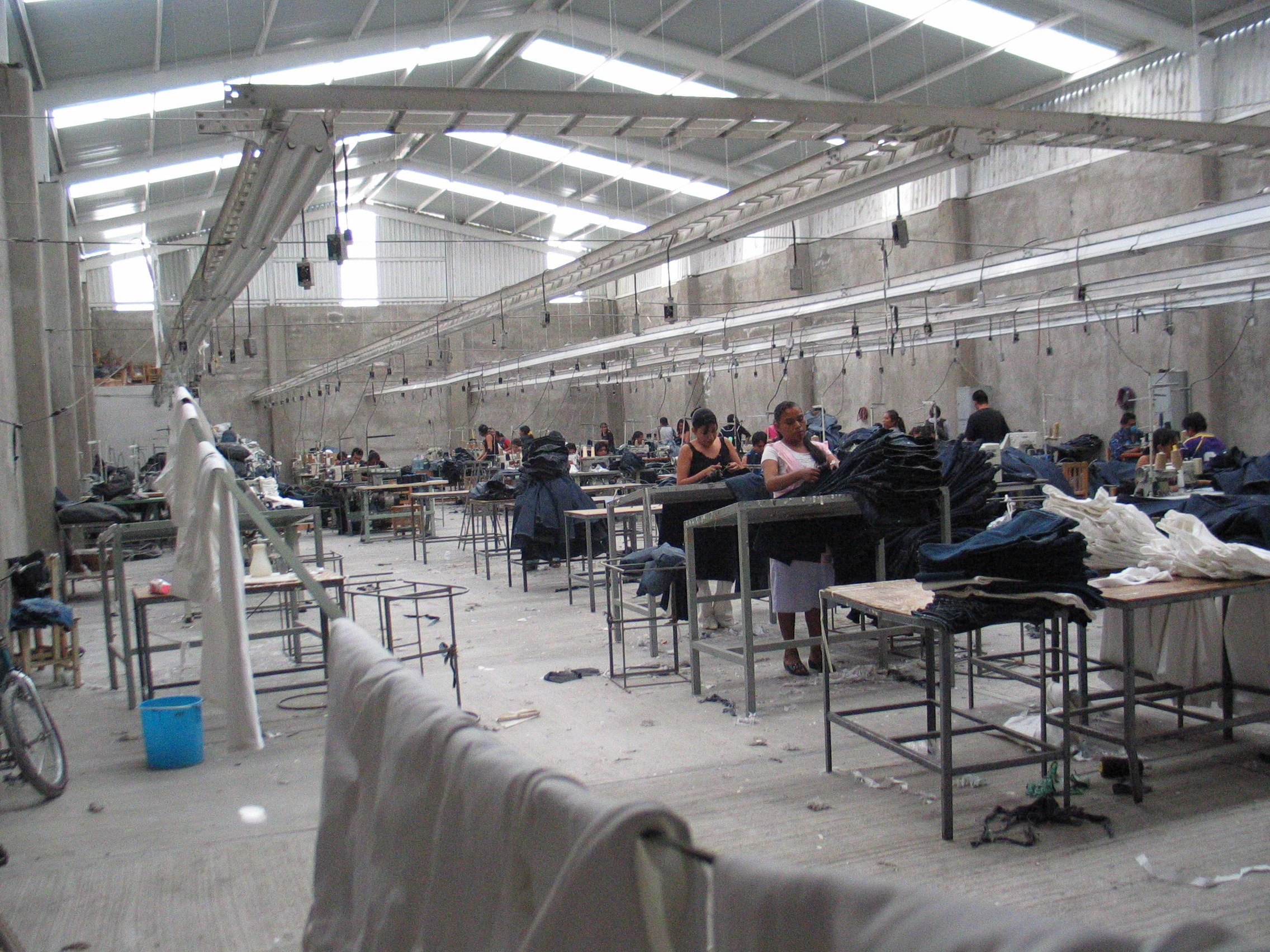
Una fàbrica a Mèxic.

Les maquiladores són empreses processadores, subcontractades i instal·lades en zones franques exemptes de tota obligació fiscal i de l'adequació a la legislació laboral. El capital inversor de les maquiles és nord-americà, xinès, coreà o del mateix país.
Aquesta indústria s'encarrega de la part de la producció tèxtil, del calçat, l'alumini, l'orfebreria i el tabac destinats a l'exportació al mercat nord-americà i europeu.

## Localització
Les maquiles es troben al sud-est asiàtic i a Amèrica llatina: Mèxic, Nicaragua, Guatemala, El Salvador, Hondures, Costa Rica, Belize, Panamà i la República Dominicana.